# Alexis Lemaître
Alexis Lemaître MAfr (ur. 30 marca 1864 w Onlay, zm. 16 maja 1939 w Tunisie) – francuski duchowny rzymskokatolicki, ojciec biały, misjonarz, wikariusz apostolski Sudanu Francuskiego, arcybiskup kartagiński i prymas Afryki.

## Biografia
29 czerwca 1888 otrzymał święcenia prezbiteriatu i został kapłanem Zgromadzenia Misjonarzy Afryki.
24 lutego 1911 papież Pius X mianował go wikariuszem apostolskim Sudanu Francuskiego oraz biskupem tytularnym sitifijskim. 23 kwietnia 1911 przyjął sakrę biskupią z rąk arcybiskupa kartagińskiego Barthélemy'ego Clémenta Combesa. Współkonsekratorami byli przełożony generalny Zgromadzenia Misjonarzy Afryki bp Léon-Antoine-Augustin-Siméon Livinhac oraz biskup pomocniczy kartagiński Jean-Joseph Tournier.
Podczas I wojny światowej zabiegał o poprawę bytu czarnoskórych rekrutów, wcielonych do Armii Francuskiej. Poprawa warunków służby i obietnica nadania obywatelstwa francuskiego, stłumiły bunty poborowych. Działanie bpa Lemaître zostało docenione przez władze – w 1917 premier Francji Georges Clemenceau, wbrew zwyczajom, mianował go generałem brygady. W 1919 otrzymał Nagrodę Języka Francuskiego Akademii Francuskiej.
W 1919 ciężko zachorował i wymagał ryzykownej i powodującej trwałe upośledzenie operacji. Powrócił do Francji, gdzie w Nevers uczestniczył w przeniesieniu relikwii Bernadety Soubirous. Dokonane wówczas jego uzdrowienie zostało uznane przez Kościół i wybrane jako cud do procesu kanonizacyjnego Bernadety Soubirous.
28 lipca 1920 papież Benedykt XVI mianował go koadiutorem arcybiskupa kartagińskiego oraz arcybiskupem tytularnym cabasyjskim. 20 lutego 1922 zmarł arcybiskup kartagiński Barthélemy Clément Combes. Tym samym abp Lemaître objął archidiecezję i związany z nią tytuł prymasa Afryki.
Arcybiskupem kartagińskim był do śmierci 16 maja 1939. Pochowany w katedrze św. Ludwika IX w Kartaginie. Po uzyskaniu przez Tunezję niepodległości, jego szczątki przeniesiono na cmentarz w Moulins-Engilbert we Francji.